# لا فنیچه
تئاتر بزرگ لا فنیچه (به ایتالیایی: Gran Teatro La Fenice) اپراخانه‌ای مشهور در شهر ونیز ایتالیا است که تاکنون سه بار در آتش سوخته و بازسازی شده است. آخرین آتش‌سوزی در سال ۱۹۹۶ و به‌صورت عمدی به وقوع پیوست. بنای جدید در دسامبر ۲۰۰۳ گشایش یافت. در بازسازی آن تلاش شد که طراحی نخستین حفظ گردد. نام لافنیچه پس از نخستین آتش‌سوزی روی آن گذارده شد.
اپراهای مهم بسیاری برای نخستین بار در لا فنیچه اجرا شدند که از میان آن‌ها می‌توان به اپراهای لا تراویاتا و ریگولتو اثر جوزپه وردی اشاره کرد.

## نگارخانه

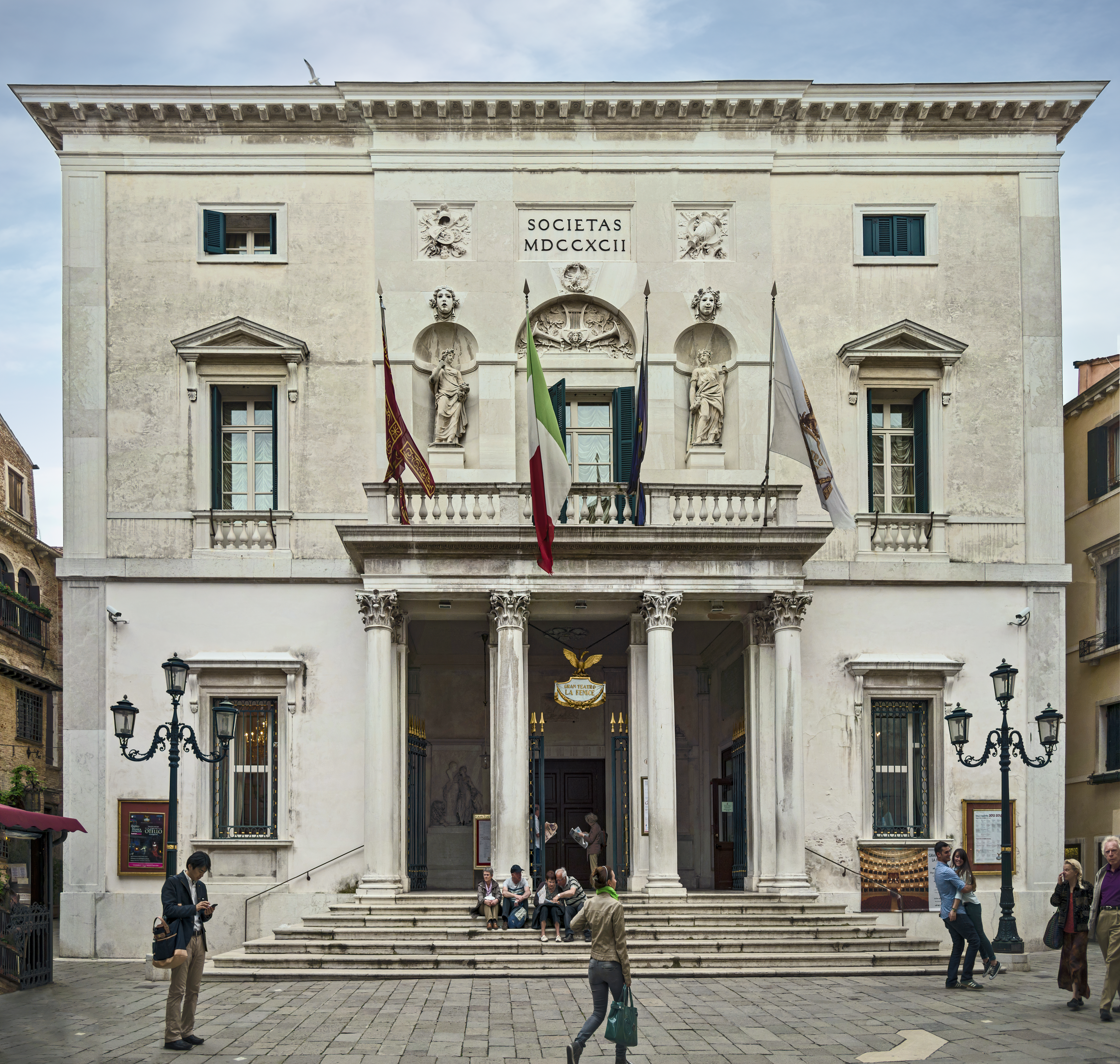
ساختمان لا فنیچه در ونیز
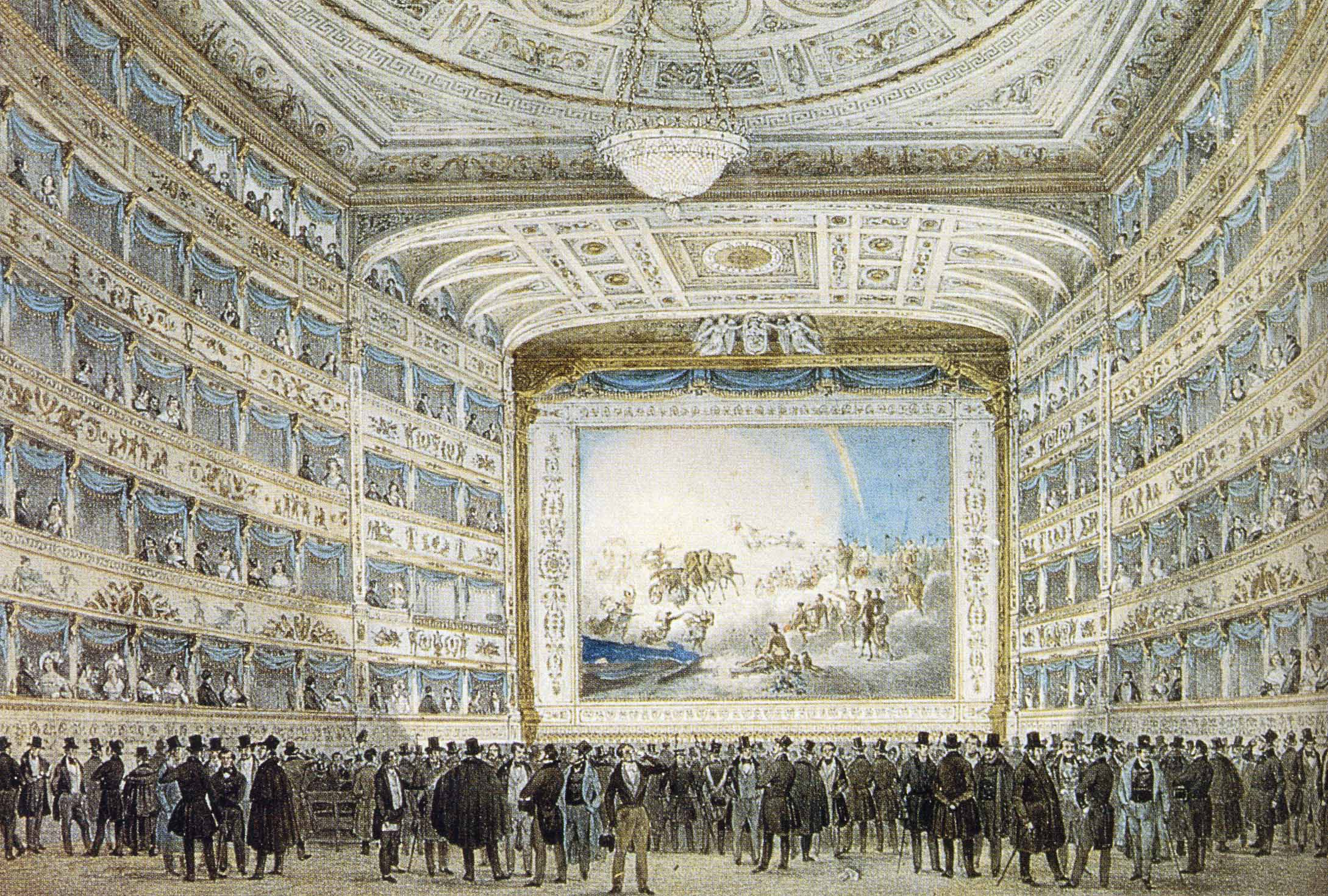
نمای درونی تالار، سال ۱۸۳۷
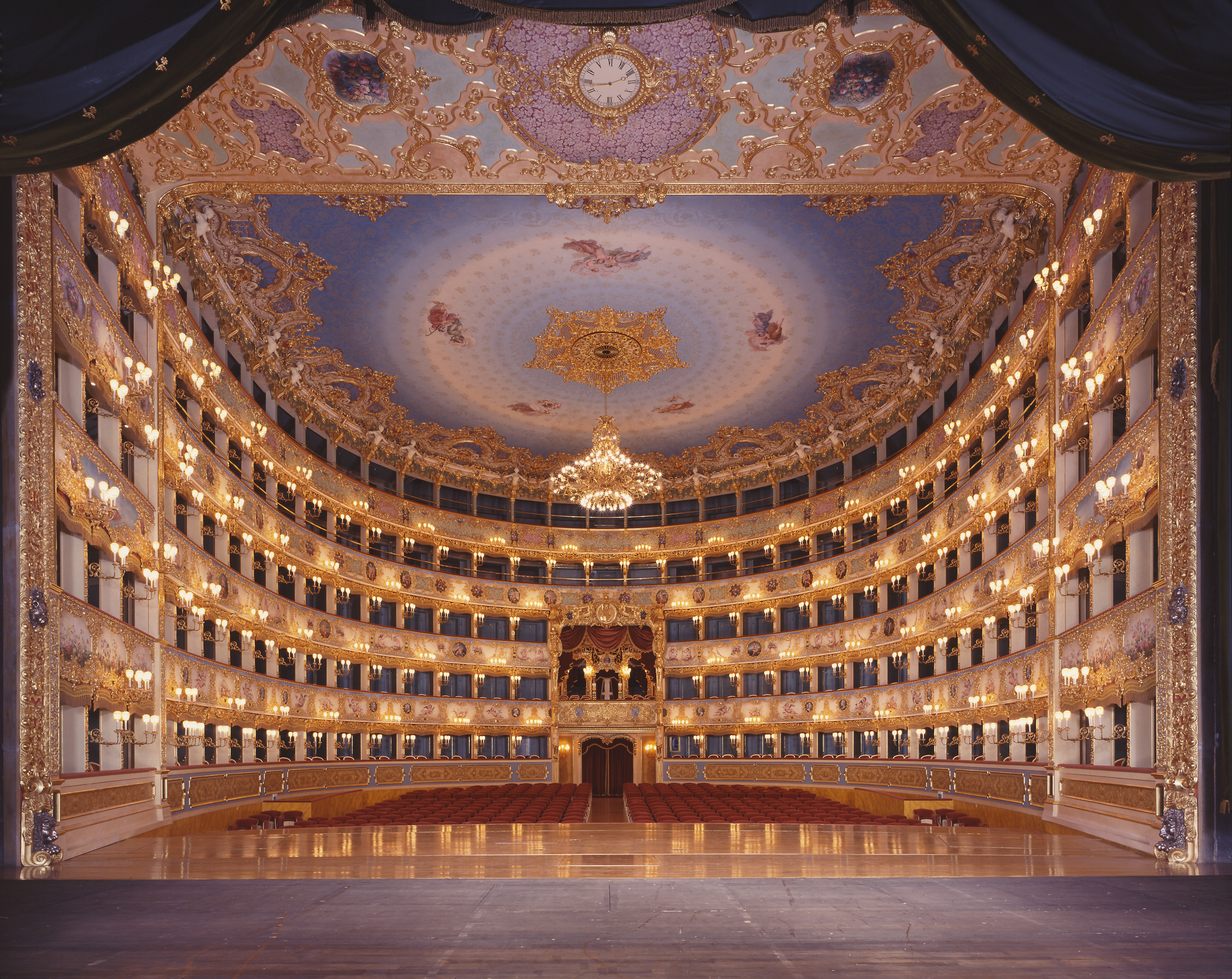
بالکن‌ها
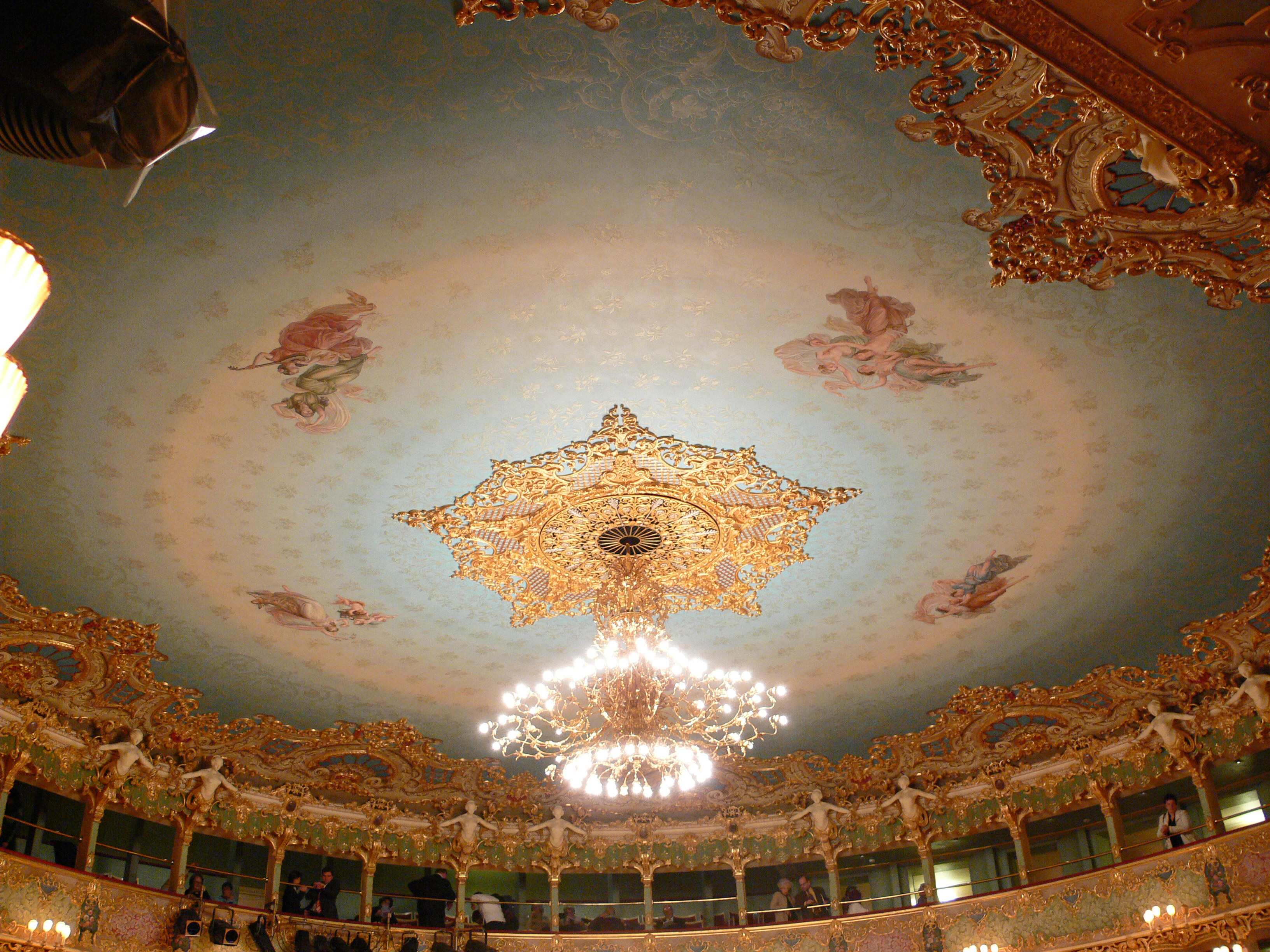
سقف تالار